# Орхидные пчёлы
Орхидные пчёлы (лат. Euglossini) — триба орхидных пчёл семейства пчелинных (Apidae). Известно более двухсот видов, их относят к пяти родам, самый крупный из которых — род эуглосс (Euglossa). Большинство видов обитает в тропических лесах Южной Америки, где питаются нектаром орхидей (Orchidaceae). Большинство видов выделяются яркой металлической окраской и необычайно длинным хоботком для доступа в шпорцы орхидей.
Особенностью орхидных пчёл заключается в том, что самцы собирают и накапливают ароматические вещества на задних лапках, чтобы впечатлить самок. При этом они могут преодолевать десятки километров в день, чтобы нанести на задние ноги аромат цветков, впитавшийся в секрет слюнных желез. Такое необычное половое поведение способствует тому, что орхидные пчелы поддерживают опыление не менее чем у 30 семейств растений в тропических лесах бассейна Амазонки.

## Распространение
Ареал простирается вплоть до юга США но больше всего их живет в тропических лесах Южной Америки, от Мексики до Аргентины, где наблюдается разнообразие орхидей, которые являются кормовыми растениями.
Отдельные виды обнаружены в США. Вид Eulaema polychroma Mocsáry (1899) дважды найден: около Браунсвилла, Техас (23.III.1908) и около Silverbell, Аризона (4.IV.1994)(32°22’N, 111°26’W) (Minckley & Reyes 1996). Летом 2003 несколько самцов вида Euglossa viridissima Friese (1899) были найдены около Форт-Лодердейл, Флорида (26°08’N, 80°08’W).
Орхидные пчёлы являются биоиндикаторами деградации амазонских тропиков. Индикаторами эффективно охраняемых лесных территорий оказались 11 видов пчёл (преимущественно из рода Euglossa), а о сильном нарушении лесных местообитаний свидетельствовало появление Eulaema nigrita.

## Описание

### Морфология

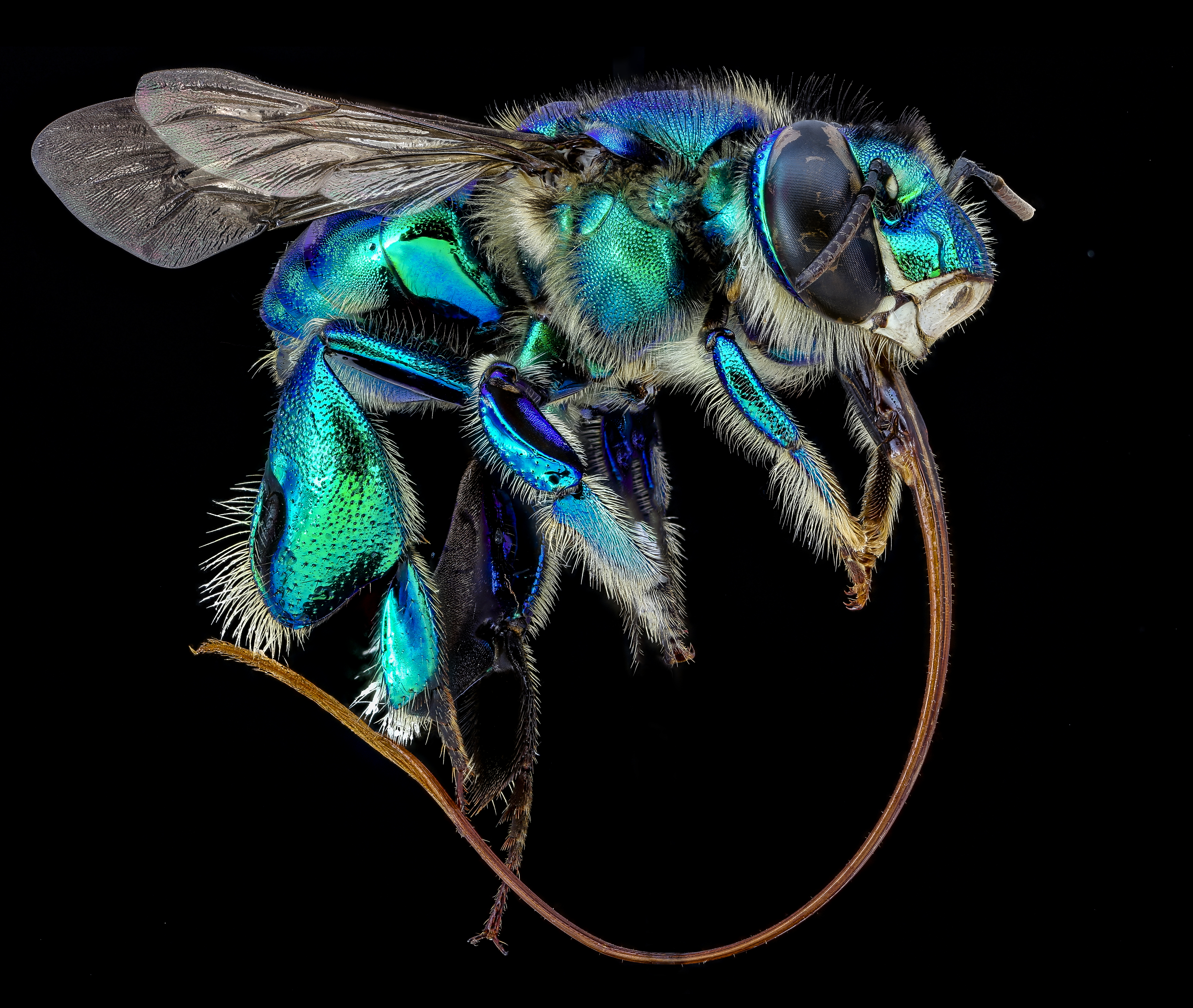
Самец

Яркоокрашенные пчёлы: зелёные, синие, золотистые с металлическим отливом (кроме рода Eulaema). Крупные формы представлены видами рода Exaerete зелёного цвета (редко пурпурные) и родом Aglae синего металлического цвета (до 28 мм). Самки собирают пыльцу и нектар как корм с разнообразных растений, причём по длине хоботок некоторых видов (Euglossa imperialis) может почти в два раза превышать остальное тело. Некоторые из тех же самых кормовых растений также используются самцами, которые, однако, оставляют гнездо после взросления и не возвращаются в него. Относятся к группе корбикулятных пчёл, — на задних голенях имеют кобикулу — специальное приспособление для сбора пыльцы, образованное загнутыми длинными волосками.

### Экология и физиология
В отличие от всех остальных представителей корбикулярных пчёл, орхидные пчелы живут либо поодиночке, либо группами из нескольких самок, и так и не перешли к настоящей эусоциальности: у них нет жесткого разделения на царицу и рабочих, и откладкой яиц могут заниматься все пчелы в гнезде. Мёд не производят.
Представители двух родов (Aglae и Exaerete) являются клептопаразитами других орхидных пчёл. У некоторых видов рода Euglossa в гнёздах с самкой-основательницей объединяются её дочери (до 10 пчёл). У клептопаразитических видов отсутствуют корзиночки на ногах и другие приспособления для сбора пыльцы.

### Опыление и сбор ароматов

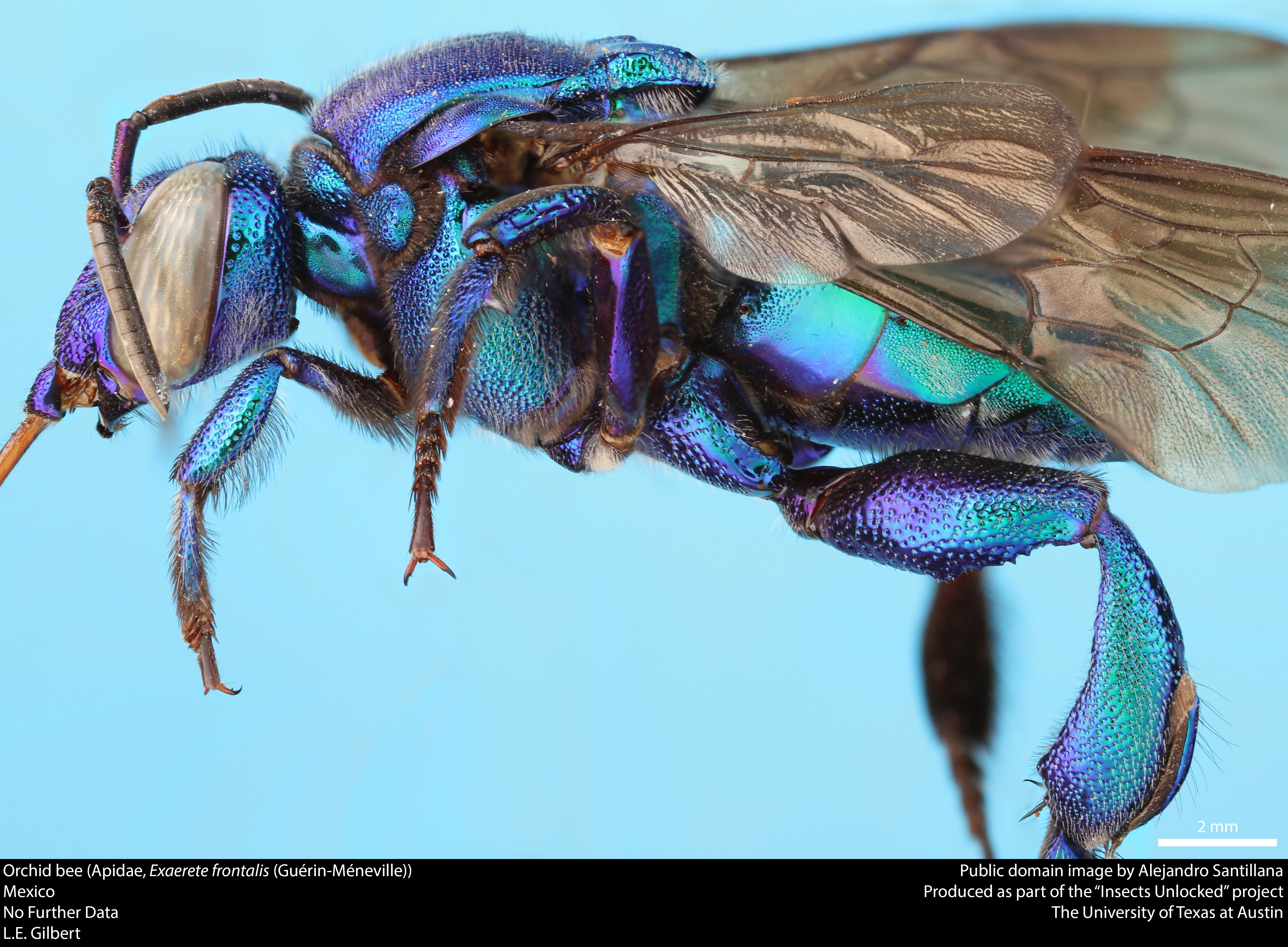
(Exaerete frontalis)

Посещают цветы орхидей (в том числе Stanhopeinae и Catasetinae, которые опыляются только орхидными пчёлами), которые привлекают самцов пчёл этой трибы. Самцы собирают на них ароматические вещества для дальнейшего их использования путём привлечения самок для спаривания. Самцы орхидных пчёл имеют уникальные видоизменённые широкие задние ноги, используемые для сбора и хранения на протяжении всей жизни различных летучих соединений (чаще эфиров). Химикаты они собирают с помощью специальных кистей (группы волосков) на лапках передних ног, переносятся оттуда потиранием о специальные гребни на средние ноги, и, наконец, этими гребнями затем прикасаются к дорсальную краю задних ног, где концентрируются в губчатой полости внутри задней голени.
Накопленные ароматические вещества они позднее выделяют в определённых местах лесного подлеска, где происходит их спаривание с самками. Во время посещения цветка к голове или груди самца прилипает поллинарий (содержащий пыльцевые зёрна), который опылитель и переносит на другой цветок. Первое подробное описание этой системы опыления орхидных растений в 1877 году сделал Чарльз Дарвин.
Самцы орхидных пчёл привлекаются не только цветами орхидей (около 10 % неотропических видов орхидных из триб Catasetinae, Stanhopeinae, Lycanstinae, Zygopetalinae и Oncidiinae опыляются самцами), но и также одним или несколькими видами растений из родов Spathiphyllum и Anthurium (Ароидные), Drymonia и Gloxinia (Геснериевые), Cyphomandra (Паслёновые) и Dalechampia (Молочайные). Помимо цветочных ароматов, самцы эуглоссин также коллекционируют образцы запаха гниющей древесины.
Самцы Eufriesea purpurata проявляют необычное поведение, заключающееся в активном сборе инсектицида ДДТ в огромных количествах из домов в Бразилии, не испытывая никакого вреда от него.

## Классификация
Известно около 200 видов и 5 родов. Иногда их относят к Bombinae. Известны ископаемые формы.
- Aglae Lepeletier & Serville, 1825
- Eufriesea Cockerell, 1908
- Euglossa Latreille, 1802
- Eulaema Lepeletier, 1841
- Exaerete Hoffmannsegg, 1817